# ジェニー・ブーセック
ジェニー・ブーセック（Jenny Boucek）こと、ジェニファー・ドウン・ブーセック（Jennifer Dawn Boucek）は、アメリカ合衆国・テネシー州ナッシュビル出身の元女子バスケットボール選手。現指導者。WNBAの各チームでコーチを務めた後、2017年10月よりNBAに進出。現在はインディアナ・ペイサーズのアシスタントコーチを務めている。

## 選手経歴
1997年に新たに新設された女子プロバスケットボールリーグWNBAのクリーブランド・ロッカーズに入団テストに合格し、1997年シーズンは11試合に出場した。同年11月、アイスランドに航りKeflavík ÍFというチームと契約。リーグ戦とカップ戦の優勝を経験し、リーグの最優秀外国人選手にも選出された。WNBAの1998年シーズンにロッカーズに復帰する予定だったが、脚の怪我で25歳で引退。指導者に転向した。

## コーチ歴
1999年にワシントン・ミスティクスのアシスタントコーチに就任。マイアミ・ソルのアシスタントコーチを経て2003年にシアトル・ストームのアシスタントコーチに就任。翌シーズンにリーグ優勝を経験した。
2006年11月、サクラメント・モナークスのヘッドコーチに就任。3シーズンで40勝41敗の記録を残すも、2009年シーズンに3勝10敗となった時点で退任。
2010年シーズンより再びストームのアシスタントコーチに復帰し、同年シーズンの優勝を経験。2015年1月にヘッドコーチに昇格。しかし、3シーズンで38勝58敗に終わり、2017年8月10日に解任された。
2017年10月24日、NBAのサクラメント・キングスの選手育成担当コーチに就任したことが発表された。尚、NBAの女性コーチは、ベッキー・ハモン、ナンシー・リーバーマンに次いで3人目となる (4人目はナタリー・ナカセ)。
2018年にダラス・マーベリックスのACに転身し、以降はリック・カーライルの元に従事。2021年にインディアナ・ペイサーズのACに就任した。

## その他
- シアトル・ストームのヘッドコーチ時代に、渡嘉敷来夢の指導をしていたことでも知られている。